# Kumiko Takizawa
Kumiko Takizawa (jap. 滝沢 久美子 Takizawa Kumiko; ur. 21 sierpnia 1952 w Tokio, zm. 11 czerwca 2022) – japońska aktorka głosowa, dawniej związana z Production Baobab, później pracowała dla 81 Produce.

## Role w anime
- Baseballista, (Sachiko, Miyoko, Mīko), 1977
- Temple the Balloonist, (Temple Farmer), 1977
- Yattaman, (Gūko; Chokiko; Pāko; Mokku Shimoda; Yattākopanda (Mała Panda), 1977
- Marco Polo (Kai, Chenyo, Shīta), 1979
- The Ultraman, (Amir, Kyoko), 1979
- Zenderman, (Sakura), 1979
- Mirai Robo Daltanious, (Ayame), 1979
- Gatchaman II, (dziewczyna), 1979
- Space Emperor God Sigma, 1980
- Otasukeman, 1980
- New Tetsujin-28, 1980
- Astro Boy (Kenichi) 1980
- Dashing Warrior Muteking 1980
- Cudowna podróż (Dunfuin), 1980
- Kitarubeki Sekai  1980
- Familie Robinson 1981
- Miss Machiko 1981
- W Królestwie Kalendarza, (Yattodetaman), 1981
- Tajemnicze Złote Miasta, (Wódz), 1981
- Don Dracula, (Tsukasa), 1982
- Ginga Hyōryū Vifam, (Luchina Pressette, Kate Hathaway, Routinie); 1983
- Super Dimension Century Orguss, 1983
- Mirai Keisatsu Urashiman, 1983
- Georgie!, 1983
- Parman, 1983
- Pojedynek Aniołów, (Kanako Tajima), 1984
- Starzan, (Matka), 1984
- Glass no kamen 1984
- God Mazinger (Yoname); 1984
- Makiba no shōjo Katri, (Lotta Kuusela), 1984
- Sherlock Hound 1984
- Jeździec srebrnej szabli 1985
- Mała księżniczka Matka Lavinii; 1985
- Hikari no Densetsu 1986
- Zillion 1987
- Trzej Muszkieterowie 1987
- Mister Ajikko 1987
- Dagon 1988
- Cześć, Michael! 1988
- Idol Densetsu Eriko Minako Tamura, narrator; 1989
- Time Travel Tondekeman 1989
- Tenkū Senki Shurato 1989
- Madō King Granzort Sayuri; 1989
- Karasu Tengu Kabuto (Oni-joro);1990
- Kimba, biały lew 1990
- Nadia: The Secret of Blue Water 1990
- Mashin Hero Wataru 1990
- Magical Angel Sweet Mint 1990
- The Three-Eyed One 1990
- Marude Dameo 1991
- YuYu Hakusho Minamino Shiori 1992
- Yamato Takeru Asuka 1994 r.
- Wedding Peach Akemi Tamano 1995 r.
- Kaiketsu Zorro Catarina Pulido, 1996 r.
- Ojamajo Doremi Matka Fujiwara Reiko 1999 r.
- Ghost Stories 2000 r.
- The Twelve Kingdoms Matka Rakushun, 2002 r,
- Tokyo Mew Mew Mrs. Ijuin, 2002 r.
- Ashita no Nadja Alan; Matka Jana, 2003 r.
- Monster 2004 r.
- Jigoku shōjo Midori Kurenai, 2005 r.
- Hachimitsu to Clover żona, 2006 r.
- Ghost Hunt Igarashi (odc. 18-19), 2007 r.
- Shugo Chara! 2007 r.
- Golgo 13 starsza kobieta (odc. 21) 2008 r
- D.Gray-man 2008 r.
- Nabari no Ou 2008 r.
- Kobato. babcia 2009 r.
- Sket Dance teściowa 2011 r.